# Ordbok öfver svenska medeltidsspråket

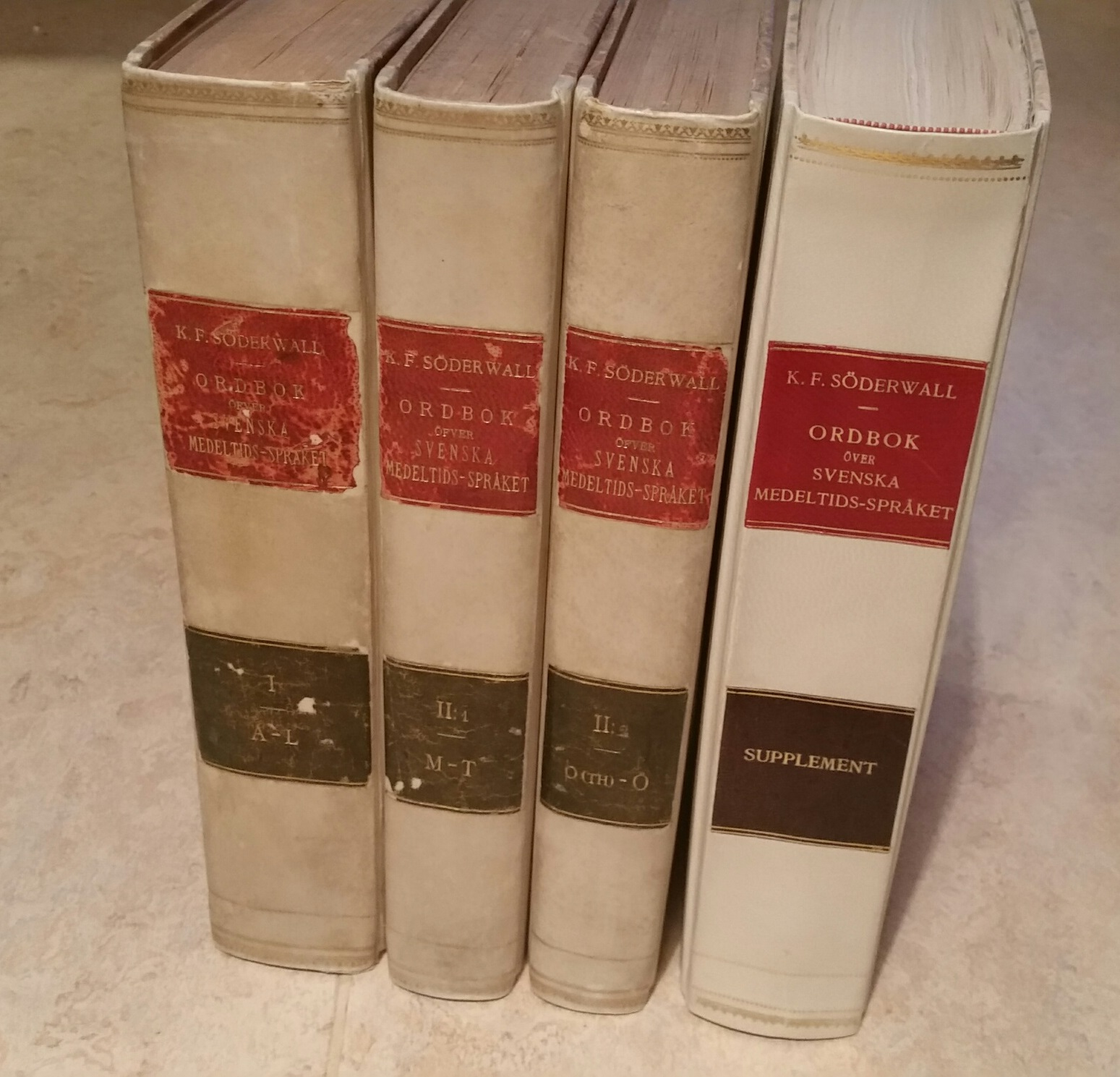
Ordbok öfver svenska medeltidsspråket av Knut Fredrik Söderwall

Ordbok öfver svenska medeltidsspråket är ett bokverk i ursprungligen tre volymer utgivet 1884–1918 av Knut Fredrik Söderwall. Verket behandlar det svenska språket under medeltiden, det vill säga den svenska som kallas fornsvenska, och som brukades under perioden cirka 1225–1526. Utgivningen skedde på uppdrag av Svenska fornskriftsällskapet. 1973 utkom ett supplementband som sammanställts av K. G. Ljunggren.